# Neighborhood Playhouse School of the Theatre
La Neighborhood Playhouse School of the Theatre est une école d'art dramatique à New York. 

## Histoire
L'établissement se situe au 340 de la 54e avenue à Manhattan. 
Le théâtre est construit par les philanthropes Alice Lewisohn et Irene Lewisohn en 1915, mais fermé en 1927. L'année suivante il ouvre comme école de théâtre dans le quartier de Playhouse. Sanford Meisner rejoint la faculté en 1935 et utilise son étude sur le théâtre russe.
Le dramaturge Horton Foote a rencontré l'acteur Robert Duvall à Neighborhood Playhouse en 1957.

## Personnalités de l'école
- R.J. Adams
- Agnes Morgan
- Nancy Addison
- Helen Arthur
- Elizabeth Ashley
- Dorothy A. Atabong
- Ashlie Atkinson
- Harold G. Baldridge
- Barbara Baxley
- Kim Basinger
- Amanda Bearse
- Pamela Bellwood
- Claire Brosseau
- Alice Lewisohn
- Michael Bendetti
- Ted Bessell
- Richard Boone
- Connie Britton
- James Caan
- Matthew Carnahan
- June Carter
- Carol Channing
- Leonardo Cimino
- Dabney Coleman
- Charles E. Conrad
- Stephanie Courtney
- Mackenzie Davis
- James Doohan
- Illeana Douglas
- Charles S. Dubin
- Keir Dullea
- Griffin Dunne
- Robert Duvall
- William Esper
- Timothy Farrell
- Mary Fickett
- Joe Flanigan
- Meg Foster
- Leonard Frey
- Julie Garfield
- Betty Garrett
- Brian Geraghty
- Jeff Goldblum
- Jonathan Goldsmith
- Farley Granger
- Lee Grant
- Andre Gregory
- Jennifer Grey
- Tammy Grimes
- Wynn Handman
- David Hedison
- Dustin Hoffman
- Anne Jackson
- Allison Janney
- Jasmine Cephas Jones
- Marta Kauffman
- Diane Keaton
- Grace Kelly
- Ken Kercheval
- Walter Koenig
- Peter Leeds
- Irene Lewisohn
- Christopher Lloyd
- Tina Louise
- Sidney Lumet
- David Mamet
- Daniel Mann
- Kathleen Martin
- Dylan McDermott
- Darren McGavin
- Steve McQueen
- Christopher Meloni
- Peter Miller
- Leslie Moonves
- Yoko Narahashi
- Leslie Nielsen
- Chris Noth
- Edmond O'Brien
- Susan Oliver
- Chris Paine
- Gregory Peck
- Joanna Pettet
- Suzanne Pleshette
- Amanda Plummer
- Sydney Pollack
- Tom Poston
- Tony Randall
- Sally Jessy Raphael
- James Remar
- Bert Remsen
- Burt Reynolds
- Doris Roberts
- Wayne Rogers
- Jean Rosenthal
- Kelly Rowan
- Mark Rydell
- Sherie Rene Scott
- Marian Seldes
- Liza Snyder
- David Sobolov
- Scott Speedman
- Mary Steenburgen
- Tom Stewart
- Kenneth Tobey
- Paula Trueman
- Tom Tryon
- Brenda Vaccaro
- Gloria Vanderbilt
- Eli Wallach
- Jessica Walter
- Al Waxman
- Elizabeth Wilson
- Joanne Woodward
- Fei Xiang
- Otis Young